# Pervoye Maya (ort i Azerbajdzjan)
Pervoye Maya (azerbajdzjanska: Bir May, Bəhramtəpə) är en ort i Azerbajdzjan.   Den ligger i distriktet İmişli Rayonu, i den centrala delen av landet, 180 km väster om huvudstaden Baku. Pervoye Maya ligger 13 meter över havet och antalet invånare är 4 089.
Terrängen runt Pervoye Maya är mycket platt. Närmaste större samhälle är Imishli, 16,3 km nordost om Pervoye Maya. 
Trakten runt Pervoye Maya består till största delen av jordbruksmark. Runt Pervoye Maya är det ganska tätbefolkat, med 67 invånare per kvadratkilometer.